# Listă de canale de televiziune în limba română pentru copii
Aceasta este o listă a canalelor de televiziune în limba română pentru copii clasificate în ordine alfabetică după statusul lor din prezent.

## Canale TV actuale
- Cartoon Network România (1998–prezent)
- Cartoonito România (2023–prezent)[1]
- Disney Channel România (2009–prezent)[2][3]
- Disney Junior România (2011–prezent)[4]
- Duck TV România (2011–prezent)
- JimJam România (2006–prezent)[5]
- Minimax România (2001–prezent)
- Nick Jr. România (2010–prezent)
- Nickelodeon România (1998–prezent)
- Nicktoons România (2019–prezent)[6]
- TeenNick România (2021–prezent)[7]
- TraLaLa Desene Animate (2025–prezent) [8]
- TraLaLa TV (2021–prezent)[9]

## Canale TV desființate
- Bebe TV (2007–2011)
- Boom Hop! (2008–2012)
- Boom Smarty (2008–2012)[10][11]
- Boomerang România (2009–2023)[12][13][14]
- Fox Kids Play România (2003–2005)
- Fox Kids România (1999–2005)
- Jetix Play România (2005–2011)[15]
- Jetix România (2005–2009)[16]
- KidsCo TV România (2007–2013)[9][17]
- Megamax România (2012–2020)[18][19][20]
- Playhouse Disney România (2009–2011)
- TVH Kids Channel (2000–2019)[21][22][23][24]

## Legături externe
- Materiale media legate de Canale de televiziune din România la Wikimedia Commons